# Jinusean
Jinusean (tiếng Hàn: 지누션) là bộ đôi hip hop Hàn Quốc đã ký hợp đồng với YG Entertainment. Bộ đôi được tạo thành từ Kim Jin-woo (còn được gọi là Jinu) và Noh Seung-hwan (còn được gọi là Sean), ra mắt năm 1997 và nổi tiếng với đĩa đơn "Tell Me". Họ được coi là những người tiên phong của hip hop Hàn Quốc.

## Lịch sử
Trước khi thành lập Jinusean, Sean từng làm vũ công dự phòng cho nhóm nhạc K-pop huyền thoại Seo Taiji and Boys vào đầu những năm 1990, và Jinu đã ra mắt với tư cách là một nghệ sĩ solo với bài hát "I Was The Captain" vào năm 1994. Hai người đã ra mắt với tư cách Jinusean với đĩa đơn "Gasoline" vào năm 1997 dưới sự hướng dẫn của CEO YG Entertainment và cựu thành viên Seo Taiji và Boys, Yang Hyun-suk và cựu thành viên Deux Lee Hyun Do. Đĩa đơn thứ hai của họ, "Tell Me" (có ca sĩ Uhm Jung-hwa), là bản hit đầu tiên của bộ đôi và đẩy họ trở thành ngôi sao.
Từ năm 2004 đến năm 2014, bộ đôi này đã có một thời gian gián đoạn kéo dài nhưng vẫn ở YG Entertainment làm việc trong nhiều vai trò hậu trường khác nhau. Họ cũng từng làm khách mời xuất hiện tại một số buổi hòa nhạc của YG Family. Vào năm 2014, họ đã xuất hiện trong chương trình đặc biệt Thử thách vô hạn "Thứ bảy, thứ bảy dành cho ca sĩ" (ToToGa), nơi có các ca sĩ và nhóm nhạc nổi tiếng từ những năm 1990, và lần đầu tiên biểu diễn như một bộ đôi trên truyền hình trong một thập kỷ. Năm 2015, họ phát hành đĩa đơn trở lại "One More Time", phát hành đầu tiên kể từ năm 2004. Họ cũng xuất hiện trong mùa thứ tư của cuộc thi rap Show Me the Money với vai trò giám khảo.

## Thành viên
| Danh sách thành viên Jinusean | Danh sách thành viên Jinusean | Danh sách thành viên Jinusean | Danh sách thành viên Jinusean | Danh sách thành viên Jinusean | Danh sách thành viên Jinusean | Danh sách thành viên Jinusean |
| Nghệ danh                     | Nghệ danh                     | Tên khai sinh                 | Tên khai sinh                 | Tên khai sinh                 | Tên khai sinh                 | Ngày sinh                     |
| Latinh                        | Hangul                        | Latinh                        | Hangul                        | Hanja                         | Hán-Việt                      | Ngày sinh                     |
| ----------------------------- | ----------------------------- | ----------------------------- | ----------------------------- | ----------------------------- | ----------------------------- | ----------------------------- |
| Jinu                          | 지누                          | Kim Jin-woo                   | 김진우                        | 金鎮宇                        | Kim Trấn Vũ                   | 23 tháng 10, 1971             |
| Sean                          | 션                            | Noh Seung-hwan                | 노승환                        | 盧勝煥                        | Lư Thắng Hoàn                 | 10 tháng 10, 1972             |

## Danh sách đĩa nhạc

### Album phòng thu
| Tên        | Chi tiết album | Vị trí cao nhất trên BXH | Doanh số         |
| Tên        | Chi tiết album | KOR                      | Doanh số         |
| ---------- | --- | ------------------------ | ---------------- |
| Jinusean   | - Phát hành: ngày 1 tháng 3 năm 1997 - Nhãn: YG Entertainment - Các định dạng: CD, băng cassette show Theo dõi danh sách   | Không có dữ liệu         | Không có dữ liệu |
| The Real   | - Phát hành: ngày 5 tháng 1 năm 1998 - Nhãn: YG Entertainment - Các định dạng: CD, băng cassette show Theo dõi danh sách   | Không có dữ liệu         | Không có dữ liệu |
| Taekwon V  | - Phát hành: ngày 9 tháng 3 năm 1999 - Nhãn: YG Entertainment - Các định dạng: CD, băng cassette show Theo dõi danh sách   | 4                        | - KOR: 254,031+  |
| The Reign  | - Phát hành: ngày 7 tháng 2 năm 2001 - Nhãn: YG Entertainment - Các định dạng: CD, băng cassette show Theo dõi danh sách   | 4                        | - KOR: 218,135+  |
| Let's Play | - Phát hành: ngày 12 tháng 11 năm 2004 - Nhãn: YG Entertainment - Các định dạng: CD, băng cassette show Theo dõi danh sách | 12                       | - KOR: 24.391+   |

### Đĩa đơn
| Chức vụ                                            | Năm  | Vị trí cao nhất trên BXH | Doanh số        | Album               |
| Chức vụ                                            | Năm  | KOR                      | Doanh số        | Album               |
| -------------------------------------------------- | ---- | ------------------------ | --------------- | ------------------- |
| Tell Me One More Time (더 말해줘) (ft. Jang Hanna) | 2015 | 5                        | - KOR: 675,611+ | Đĩa đơn không album |

## Phim ảnh

### Video âm nhạc
| Năm  | Album               | Song                                      |
| ---- | ------------------- | ----------------------------------------- |
| 1997 | Jinusean            | Gasoline                                  |
| 1998 | The Real            | What U Wanna Do                           |
| 1999 | Taekwon V           | Taekwon V                                 |
| 1999 | Taekwon V           | How Deep is Your Love                     |
| 2001 | The Reign           | A-Yo!                                     |
| 2004 | Let's Play          | Phone Number (전화번호)                   |
| 2015 | Non-album single    | Tell Me One More Time (한번 더 말해줘)    |
| 2015 | Show Me the Money 4 | Oppa's Car (오빠차) ft. Incredivle, Tablo |

### Chương trình truyền hình
| Năm  | Mạng | Chức vụ             | Ghi chú                      | Thành viên |
| ---- | ---- | ------------------- | ---------------------------- | ---------- |
| 2015 | MNET | Show Me the Money 4 | Giám khảo (Đội YG với Tablo) | Cả hai     |

## Giải thưởng và đề cử
| Năm  | Giải thưởng                     | Hạng mục                     | Ca khúc        | Kết quả | Tham chiếu                                                                                 |
| ---- | ------------------------------- | ---------------------------- | -------------- | ------- | ------------------------------------------------------------------------------------------ |
| 1997 | Giải thưởng đĩa vàng            | Giải thưởng Nghệ sĩ tân binh | Không có       | Thắng   | inusean ( Hangul : maps ) là bộ đôi hip hop Hàn Quốc đã ký hợp đồng với YG Entertainment . |
| 1997 | Giải thưởng âm nhạc Seoul       | Giải thưởng chính (Bonsang)  | Không có       | Thắng   | inusean ( Hangul : maps ) là bộ đôi hip hop Hàn Quốc đã ký hợp đồng với YG Entertainment . |
| 2001 | Giải thưởng âm nhạc châu Á Mnet | Trình diễn hip-hop hay nhất  | "A-yo"         | Đề cử   | inusean ( Hangul : maps ) là bộ đôi hip hop Hàn Quốc đã ký hợp đồng với YG Entertainment . |
| 2001 | Giải thưởng âm nhạc châu Á Mnet | Nhóm nam xuất sắc nhất       | "A-yo"         | Đề cử   | inusean ( Hangul : maps ) là bộ đôi hip hop Hàn Quốc đã ký hợp đồng với YG Entertainment . |
| 2005 | Giải thưởng âm nhạc châu Á Mnet | Trình diễn hip-hop hay nhất  | "Phone Number" | Đề cử   | inusean ( Hangul : maps ) là bộ đôi hip hop Hàn Quốc đã ký hợp đồng với YG Entertainment . |

## Buổi hòa nhạc
| Ngày                      | Tên          | Thành phố | Quốc gia       | Địa điểm           | Tham dự |
| ------------------------- | ------------ | --------- | -------------- | ------------------ | ------- |
| Ngày 13 tháng 12 năm 2015 | Bom JINUSESE | Seoul     | Nam Triều Tiên | Hội trường Olympic | ± 3.500 |